# Royaume de Norvège (1814)
Pour un article plus général, voir Histoire de la Norvège.
 (septembre 2016).
Si vous disposez d'ouvrages ou d'articles de référence ou si vous connaissez des sites web de qualité traitant du thème abordé ici, merci de compléter l'article en donnant les références utiles à sa vérifiabilité et en les liant à la section « Notes et références ».
1814–1814
Entités précédentes :
- Danemark-Norvège

Entités suivantes :
- Suède-Norvège

Le Royaume de Norvège est un État indépendant qui a existé de mai à novembre 1814. Il fait suite à la dissolution de l'union dano-norvégienne par le Traité de Kiel. Ce dernier imposait au Danemark la cession du territoire norvégien à la Suède (à l'exception des possessions ultramarines de la Norvège). Cependant, les Norvégiens proclamèrent leur indépendance et établirent une constitution toujours en vigueur aujourd'hui. La Guerre suédo-norvégienne de 1814 met fin à l'existence éphémère de cet État en aboutissant à l'union avec la Suède.

## Histoire
À la suite des guerres napoléoniennes, entre 1807 et 1814, durant lesquelles le Danemark était allié à la France et avait mené un certain nombre de guerres ruineuses contre le Royaume-Uni, le traité de Kiel imposa la cession de la totalité du territoire norvégien à la Suède. Les possessions ultramarines de la Norvège restèrent néanmoins danoises.
La Norvège refusa néanmoins les conditions du traité de paix et proclama son indépendance totale, repoussant aussi bien le Danemark que la Suède. Le prince Christian-Frédéric fut choisi comme roi. Le 17 mai 1814, la Norvège adopte sa Constitution,. Cependant, la Suède n'accepte pas l'indépendance norvégienne et le 26 juillet 1814 débute la guerre suédo-norvégienne.
Le 14 août 1814, la convention de Moss met fin à la guerre. Le 4 novembre 1814, le Storting modifie la Constitution afin d'entériner l'union personnelle avec la Suède, laquelle dura jusqu'en 1905.

## Conséquences
La Constitution norvégienne fut conservée lors de l'union avec la Suède, simplement révisée afin de sceller cette union. En effet, les deux États restèrent juridiquement distincts, bien que partageant le même roi et gérant ensemble les affaires étrangères ; on parle ainsi de Royaumes unis de Suède et de Norvège. Cette Constitution, révisée à nouveau lors de la dissolution de l'union en 1905, est toujours en vigueur aujourd'hui.

### Sources
- « 17 mai 1814 - La Norvège indépendante - Herodote.net » (consulté le 16 septembre 2016)
- « Norvège, Constitution norvégienne 1814, Digithèque MJP » (consulté le 16 septembre 2016)
- « contreculture.org - Indépendance de la Norvège » (consulté le 16 septembre 2016)
- « norvge.no - Napoléon et la Constitution norvégienne » (consulté le 16 septembre 2016)